# Horváti család
A Horváti család Valkó vármegyei származású, de más vármegyékben is birtokos család, mely nevét a Valkó megyei, mára elpusztult Horváti faluról kapta. A család a Vácián v. Baczián nemzetségből származik, nemzedékrendje a 13. század elejére vezethető vissza, de csak két, országos politikában is jelentős szerepet játszó képviselője volt, Horváti Péter két fia, Horváti János és Horváti Pál.

## Birtokai
A család székhelye a Valkó vármegyei, mára elpusztult Horváti falu – Stari Mikanovci közelében – és Szentlőrinc vára – Podgradje – voltak a mai Horvátországban.

## Története
A család felemelkedését Nagy Lajos királynak köszönhette. Lajos halála után egy ideig özvegyét Kotromanić Erzsébetet és lányát Máriát támogatták, majd Kis Károly nápolyi királyt hívták meg a trónra. A Horváti testvérek elpártolását a „nőuralommal” szembeni általános elégedetlenség és Mária francia házassági terve okozta. Ettől fogva a délvidéken a királynők uralma ellen fellépők között a legaktívabb szereplő Horváti Pál püspök volt. Valószínűleg az ő nevéhez köthető az – európai latinságban a 14. században szövetség értelemben elterjedt – „liga” kifejezés magyar politikai szóhasználatba való átvétele. A létrejött főúri ligák egyikében a Horváti testvérek voltak a meghatározóak és azt tűzték ki célul, hogy a magyar trónra Kis Károly nápolyi királyt hívják meg. Károly meggyilkolása után a Horvátiak megölték Erzsébet királynét, végül azonban Zsigmond kerekedett felül. A Horváti család 1394 után már nem játszott szerepet Magyarország történelmében.

## Ismert tagjai
- Horváti Péter
- Horváti János macsói bán, Horváti Péter fia
- Horváti Pál zágrábi püspök, Horváti Péter fia
- Horváti László, Horváti Péter fia, 1386/87-ben elesett a délvidéki harcokban[1]
- Horváti István, Horváti Péter fia, a Hatvani család (Lublói család) őse[1]